# Balfourdeklarationen (1926)

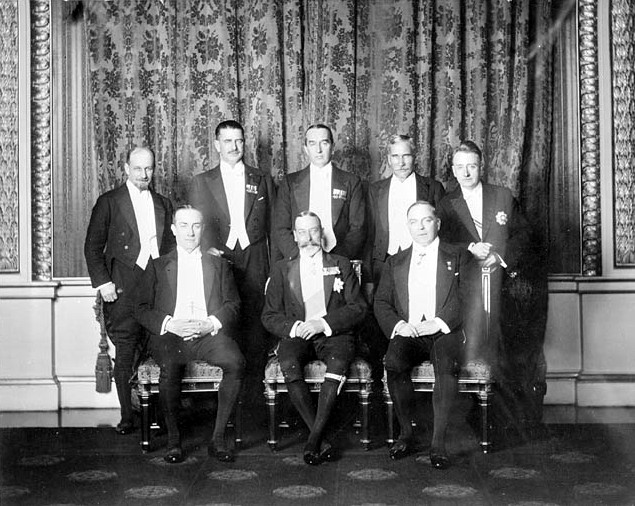
Kung Georg V av Storbritannien med sina premiärministrar vid Brittiska imperiekonferensen 1926: Från vänster till höger stående: Monroe (Newfoundland), Coates (Nya Zeeland), Bruce (Australien), Hertzog (Sydafrikanska unionen), Cosgrave (Irländska fristaten).
Sittande: Baldwin (Storbritannien), kung George V, William Lyon Mackenzie King (Kanada).

Balfourdeklarationen var en rapport från Brittiska imperiekonferensen 1926 i London som likställde de brittiska dominionerna som autonoma delar. Den är namngiven efter brittiske statsmannen Arthur Balfour, 1:e earl av Balfour, tidigare brittisk premiärminister och lordpresident. Inter-Imperial Relations Committee, ledd av Balfour, arbetade fram fördokumentet fram till godkännandet den 15 november 1926.

## Bakgrund
Balfourdeklarationen kom som ett svar på konflikten mellan den brittiske generalguvernören i Kanada Julian Byng, 1:e vicomte Byng av Vimy och den kanadensiske premiärministern William Lyon Mackenzie King. King-Byng-affären var en konstitutionell kris då Lord Byng av Vimy vägrade att upplösa parlamentet och utlysa nyval trots begäran av Mackenzie King. De större besittningarna inom imperiet så som Kanada, Australien, Sydafrika men även den Irländska fristaten skulle inte anses vara underordnade moderlandets politik, utan ses som jämställda med denne. 

## Deklarationens innehåll
Deklarationen accepterade den växande politiska och diplomatiska självständigheten hos de brittiska dominionerna som följde efter första världskriget. Den rekommenderade också att generalguvernörerna, som representerade den brittiska monarken som de facto vicekung i varje dominion, inte per automatik skulle vara den brittiska regeringens representant i de diplomatiska relationerna mellan länderna. De kommande åren utsåg Storbritannien stegvis höga kommissionärer (High Commissioners) som kom att beskickningschefer i dominierna. Den första brittiska höga kommissionären utsågs i Ottawa 1928. Deklarationen följdes upp genom Westminsterstatuten 1931.

### Fotnoter
1. ↑  Marshall, Sir Peter (September 2001). ”The Balfour Formula and the Evolution of the Commonwealth”. The Round Table 90 (361):  sid. pp. 541–53. doi:10.1080/00358530120082823. Läst 20 december 2008.